# Paul Di'Anno
Paul Martin Andrews (Londres, 17 de mayo de 1958-Salisbury, 21 de octubre de 2024), más conocido como Paul Di'Anno, fue un músico británico conocido principalmente por haber sido el vocalista de la banda de heavy metal Iron Maiden entre 1977 y 1981. En su carrera posterior a Maiden, Di'Anno publicó numerosos álbumes a lo largo de los años, como solista y como miembro de bandas como Gogmagog, Di'Anno's Battlezone, Killers, Rockfellas y Warhorse.

## Carrera

### Inicios

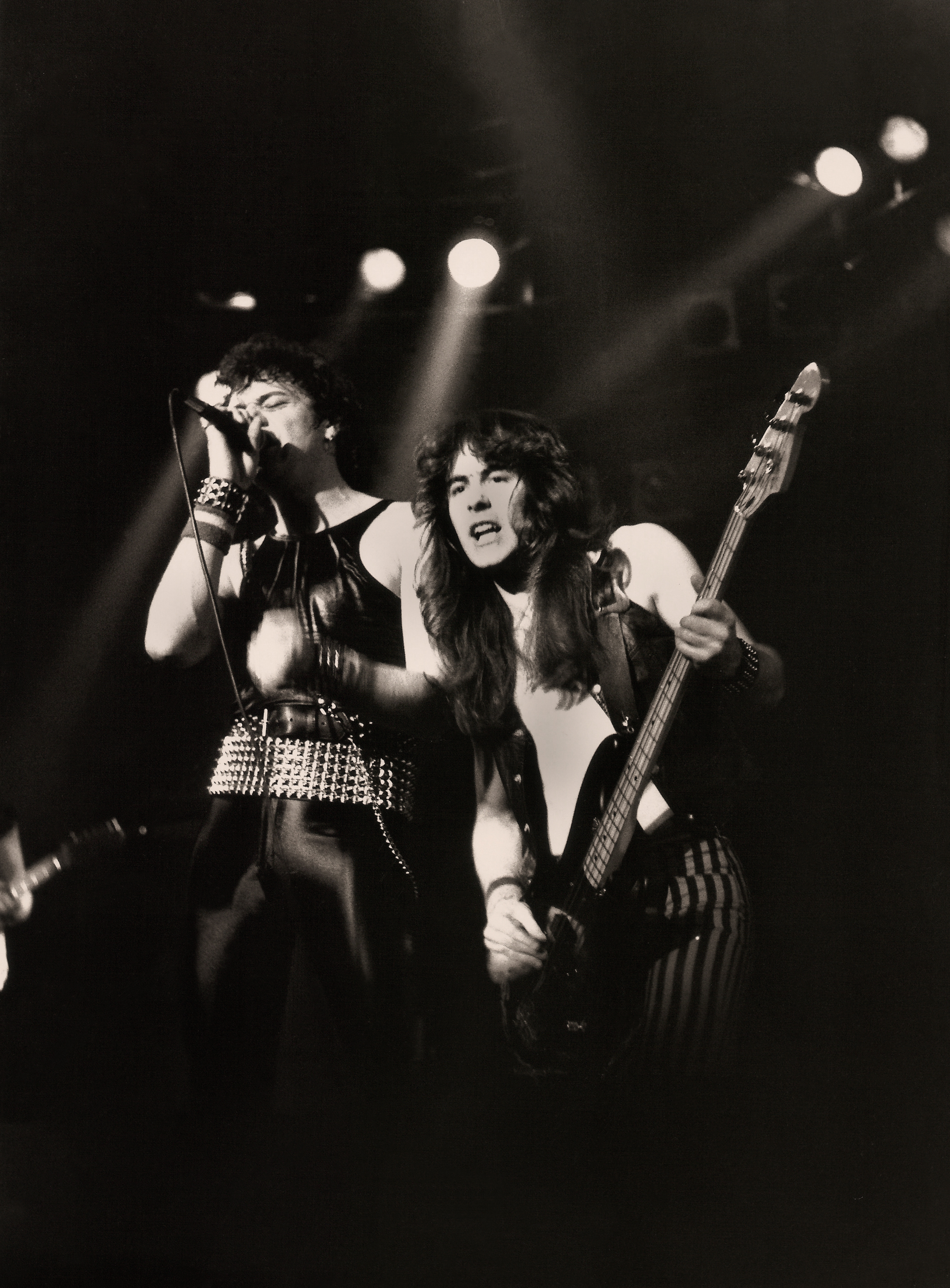
Di'Anno (izquierda) junto a Steve Harris en un concierto de Iron Maiden en 1980.

La historia de Paul Di'Anno en Iron Maiden comienza en 1977, cuando tras haber militado en otras bandas, y tras la partida de su anterior vocalista llamado Dennis Wilcock, él se presenta a la audición de una banda que venía haciendo cosas interesantes, Iron Maiden.
Junto a Maiden alcanzó gran notoriedad en la escena con sus dos primeros álbumes, Iron Maiden, de 1980, y Killers, de 1981 que fueron fundamentales en la reinvención del heavy metal iniciado por Black Sabbath. Di'Anno no estaba preparado en ese momento para afrontar tamaño desafío, debido a la adicción al alcohol y las drogas, lo que empezó a hacerse notorio en especial en su desempeño en la gira en Japón, donde a duras penas lograba terminar los shows debido a lo afectada de su salud física, lo que terminó en su salida antes de empezar la grabación de The Number of the Beast, donde aparecería como vocalista Bruce Dickinson y Maiden alcanzaría la cima.

### Regreso a los escenarios
Tras esta salida abrupta de la banda, Di'Anno decide volver al ruedo en 1983 de la mano de un proyecto llamado "Lonewolf", que debido a problemas con el nombre termina siendo llamado "Di'Anno". Entre los músicos que participaron estaban los guitarristas Lee Slater y P.J. Ward, el bajista Kevin Browne, Mark Venables en teclados y Dave Irving en la batería. La banda editó solo un trabajo de nombre homónimo en 1984, caracterizado por la inclusión de teclados y una vertiente más cercana al hard rock, algo no tan extraño debido a la afición de Di'Anno por bandas como Deep Purple. Entre los temas destacan los sencillos "Flaming Heart" y "Road Rat". El álbum no alcanza mucha notoriedad en el medio y tras el fracaso la banda termina separándose ese año.
En 1985, surge el rumor de participar en un proyecto, "Gogmagog", especie de ópera rock en la que participarían numerosos y aclamados músicos, como Pete Willis (Def Leppard), Janick Gers y Clive Burr (Iron Maiden), que no resultó. 
Di'Anno se unió a otro músico bastante conocido para él, como su ex - compañero de Maiden, el batería Clive Burr, más la incorporación de otros tres músicos, entre los que destacaba un joven guitarrista y que trabajase con Ian Gillan llamado Janick Gers, quienes graban tres temas que terminaron siendo editados en un EP llamado I Will Be There. De esta miniplaca, que fue lo único mostrado por esta formación, destaca "Living in a Fucking Time Warp", un tema extraño y bastante festivo, de carácter liviano, algo diferente para la imagen de Di'Anno.

### Paul Di'Anno's Battlezone
En 1986 Di'Anno forma un nuevo proyecto, "Paul Di'Anno's Battlezone". Esta banda se forma en un principio con la incorporación de John Hurley y John Wiggins en guitarras, Bob Falck en batería y Pete West a cargo del bajo. Con esta formación, edita ese año Fighting Back, una placa que marca el retorno de Di'Anno a la clásica tradición del heavy metal que viera en sus inicios. La placa destaca por canciones como Welcome to the Battlezone y Warchild.
Surgieron problemas al interior de la banda, partieron Hurley y Falck, reemplazados por Graham Bath y Steve Hopgoog. Con esta formación Paul Di'Anno's Battlezone graba su segundo trabajo, titulado Children of Madness, en 1987, de una calidad bastante similar a su antecesora. Empezaron a producirse diferentes problemas en el seno de la banda, motivando un constante ir y venir de músicos que terminó produciendo el final de la banda después de la gira en 1989.
Durante los tres años siguientes, Di'Anno se embarca en una serie de proyectos particulares como lo son una serie de conciertos en Japón durante 1990 en los que participa como vocalista invitado de "Praying Mantis" acompañado además de Dennis Stratton, junto con los cuales interpreta algunos temas clásicos de su etapa en Iron Maiden, quedando como testigo de este acontecimiento el registro Live at Last, aunque existe también un disco tributo a la NWOBHM llamado True Brits editado en 1993 (con una segunda y tercera parte editadas en 1994 y 1995).

### Otros proyectos
No sería hasta 1992 que Di'Anno se embarcó ya en un proyecto estable para sacar adelante su carrera, que esta vez llevaría por título "Killers". Para esta nueva banda se decidió a trabajar con Steve Hopgood en batería, Cliff Evans y Nick Burr (hermano de Clive Burr) en guitarras y Gavin Cooper en bajo. Con esta formación, Killers editó ese año su placa Murder One, con un sonido clásico del heavy metal, directo y agresivo. Destacan Children of the Revolution y Marshall Lokjaw.
Después de la gira de promoción de Murder One, la carrera de Di'Anno se detuvo en cuanto a proyectos estables por un tiempo y solo participó en cosas esporádicas como los nombrados "True Brits" hasta 1995, cuando se junta con su viejo amigo, el también ex Iron Maiden Dennis Stratton, y junto a este guitarrista edita el disco The Original Iron Men en 1995. Se trata de una placa simple, en la que estos dos baluartes ingleses realizan unos cuantos temas muy al estilo clásico. Dicha experiencia tuvo una segunda parte con The Original Iron Men 2, de 1996, la cual no prosperó. Ese año, Di'Anno participó en un particular proyecto llamado Metal Christmas, una especie de álbum navideño con canciones de metal. Participó en cuatro temas, destacando Another Rock'N Roll Christmas, tema que sonó bastante en su tiempo en Inglaterra. Este trabajo fue reeditado en el 2000 bajo el nombre de The 21st Century Rock Christmas Álbum.
En 1997, se embarca en otro proyecto, firmado con su nombre, "Paul Di'Anno". Este proyecto, en el que participan una infinidad de músicos, da vida a The World's First Iron Man. Un disco muy particular donde Di'Anno prueba con un collage de estilos muy diferentes pero siempre emparentados con el metal. Además, se da el lujo y más que nada motivado por la presión de los fanes de incluir cuatro temas en vivo de Iron Maiden que realizara con Killers en sus shows y Children of Revolution, también de Killers. Este proyecto se traduciría además en una placa editada también en 1997, titulada As Hard as Iron, un proyecto bastante ecléctico al igual que su antecesor.
Di'Anno vuelve con de Killers, editando Menace to Society, de la mano de Steve Hopgood en batería, Cliff Evans en guitarra y Gavin Cooper en bajo. El trabajo incluye además una nueva versión de estudio del clásico de Iron Maiden Remember Tomorrow. Antes de finalizar ese año, Killers edita un disco en vivo titulado Live.
Dado el poco éxito, una vez más Killers se disuelve a principios de 1998, dejando como último trabajo un disco doble titulado New Live & Rare, que contendría temas del disco en vivo más algunas rarezas.
Ese año, decide intentar una vez más con "Battlezone". Esta vez la formación quedaría con Johnny "Bravo" Wiggins y Paolo Turin en guitarras, Colin Riggs en bajo y Mark Angel en batería. Producto de esta reunión quedaría un solo disco de nombre Feel My Pain, álbum bastante diferente en sonido a las placas anteriores de Battlezone. El disco pasó sin pena ni gloria y una vez más fue el fin de un nuevo intento de mantener un proyecto estable.
En 1999 se produce el lanzamiento de dos discos dobles bajo el nombre de Paul Di' Anno que intentan rescatar éxitos de todos sus proyectos, Beyond the Maiden, The Best of... y The Masters. Ambos trabajos son editados por diferentes sellos pero que en el papel son casi iguales en cuanto a la lista de canciones.
Este año, Di'Anno intenta formar una banda de punk y hacer unos cuantos shows. Para tal efecto recluta a Attila en teclados, Colin Holton en guitarras, Dave Caroll en bajo y Jim Blackwell en batería, dando vida a "The Almighty Imbredz" y un álbum homónimo que no fue puesto a la venta, ya que Di'Anno prefirió hacer copias limitadas y regalarlas en los conciertos.

### Nuevo milenio

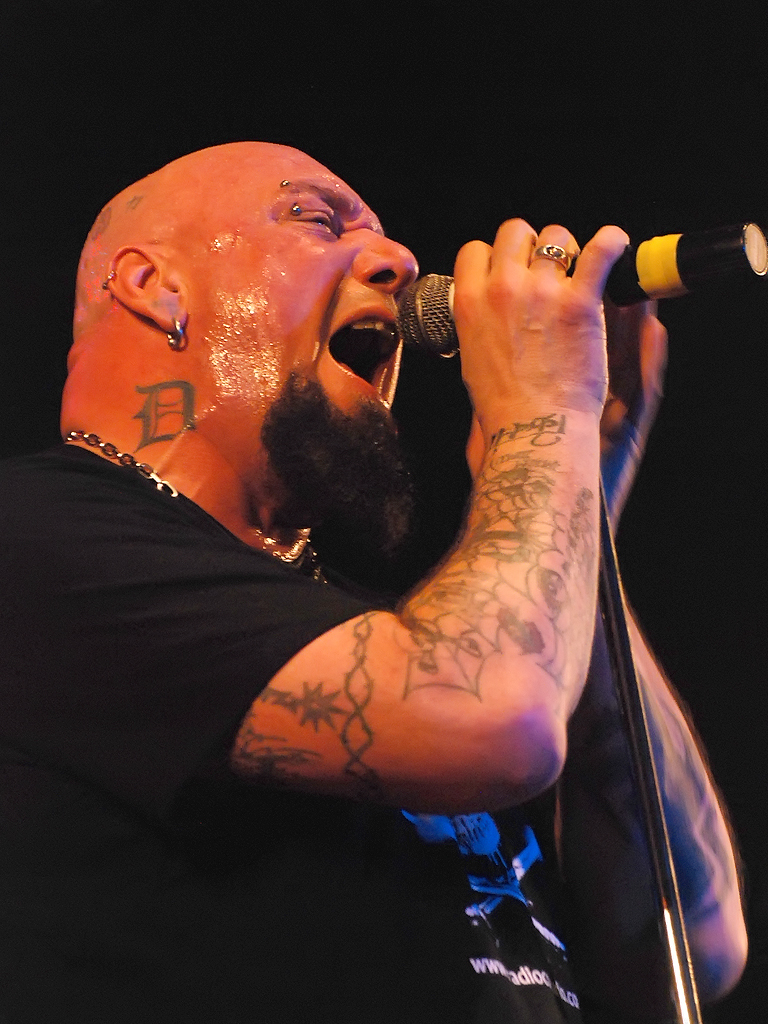
Di'Anno en 2008.

En el 2000, y tras su paso por Brasil, Di'Anno retomó contacto con Paulo Turin y junto con otros músicos brasileños como el guitarrista Chico Dehira, el bajista Felipe Andreoli y Aquiles Priester saca bajo el nombre de "Di'Anno" una nueva placa, titulada Nomad. Esta deja ya de manera confirmada el nuevo rumbo en sonido de la carrera de Di'Anno y que viniera experimentando desde antes. Destaca de esta placa una balada llamada The Living Dead, tema que para muchos significa el balance final de la carrera llena de incertidumbres de Di'Anno desde que algún día saliera de Iron Maiden.
En el 2001, aparece en la escena discográfica con dos placas en vivo. La primera bajo el nombre de Killers titulada Live at the Whiskey, un disco que deja un testimonio de lo que fue ese proyecto en directo. La segunda fue un viejo anhelo de los fanes, que siempre se sentía en todos sus conciertos y por donde la bestia pasara, un registro íntegro de Di'Anno cantando los clásicos de su época en Iron Maiden, The Beast Live fue el título escogido para la memorable obra. 
En el 2001 y el 2004, efectúa dos giras por Sudamérica acompañado por la banda de metal argentina Jeriko. En la segunda gira recorrieron con gran éxito Argentina, Ecuador, Colombia, Brasil, Venezuela y Guatemala
Lo último editado por Di'Anno, sin tomar en cuenta sus participaciones en diferentes tributos a Nazareth, ZZ Top, Thin Lizzy, UFO y trabajos usando las canciones de Iron Maiden, fue un LP con canciones de su banda Killers en el 2002 titulado Screaming Blue Murder y The Living Dead en el 2006.
Salió de gira con pequeños shows en Europa, además de proyectos que aún no ven la luz, entre los cuales estarían incluso algunos temas para la banda sonora de una película filmada en la India, y donde el mismo hace un pequeño papel. También se encuentra abocado en superar los problemas con su adicción a las drogas que viene trayendo desde sus tiempos en Iron Maiden. En 2009 visitó la ciudad argentina de Puerto Madryn y, tiempo después, estuvo tocando en la ciudad de Pergamino, en el Bar-Club de Vicente López.
Estaba cumpliendo una condena en la cárcel, después de haber sido condenado en marzo de 2011 por un fraude al gobierno británico del cual se declaró culpable, cuando aceptó la estafa por más de £72 630. Sin embargo quedó en libertad cumpliendo dos de los nueve meses a los que fue condenado por buena conducta.

#### Architects of Chaoz
En 2014, anuncia la creación de su nueva banda llamada Architects of Chaoz. En 2015, lanzó el disco The league of Shadows. 
El 3 de agosto de 2016, mediante un comunicado a través de Facebook, su banda Architects of Chaoz anuncia la partida de Di'Anno de la banda debido a problemas de salud.
Sus últimas dos giras en Argentina fueron realizadas junto a la banda Doble Núcleo, subiendo al escenario en silla de ruedas, debido a una afección en ambas piernas. Luego de eso, tuvo una sepsis que lo dejó al borde de la muerte y de la cual se recuperó.

### Voz
Es conocido por su particular estilo de voz mezcla de la crudeza callejera del rock and roll estilo AC/DC, y a la vez melódica como las voces características de Uriah Heep. Di'Anno posee una gran afinación y un gran alcance en su voz, teniendo un rango extenso de casi cuatro octavas (B1-Bb5). Es capaz de utilizar la voz gutural como lo ha demostrado en sus recientes presentaciones con su nueva banda o en sus años con la banda Killers.

## Fallecimiento

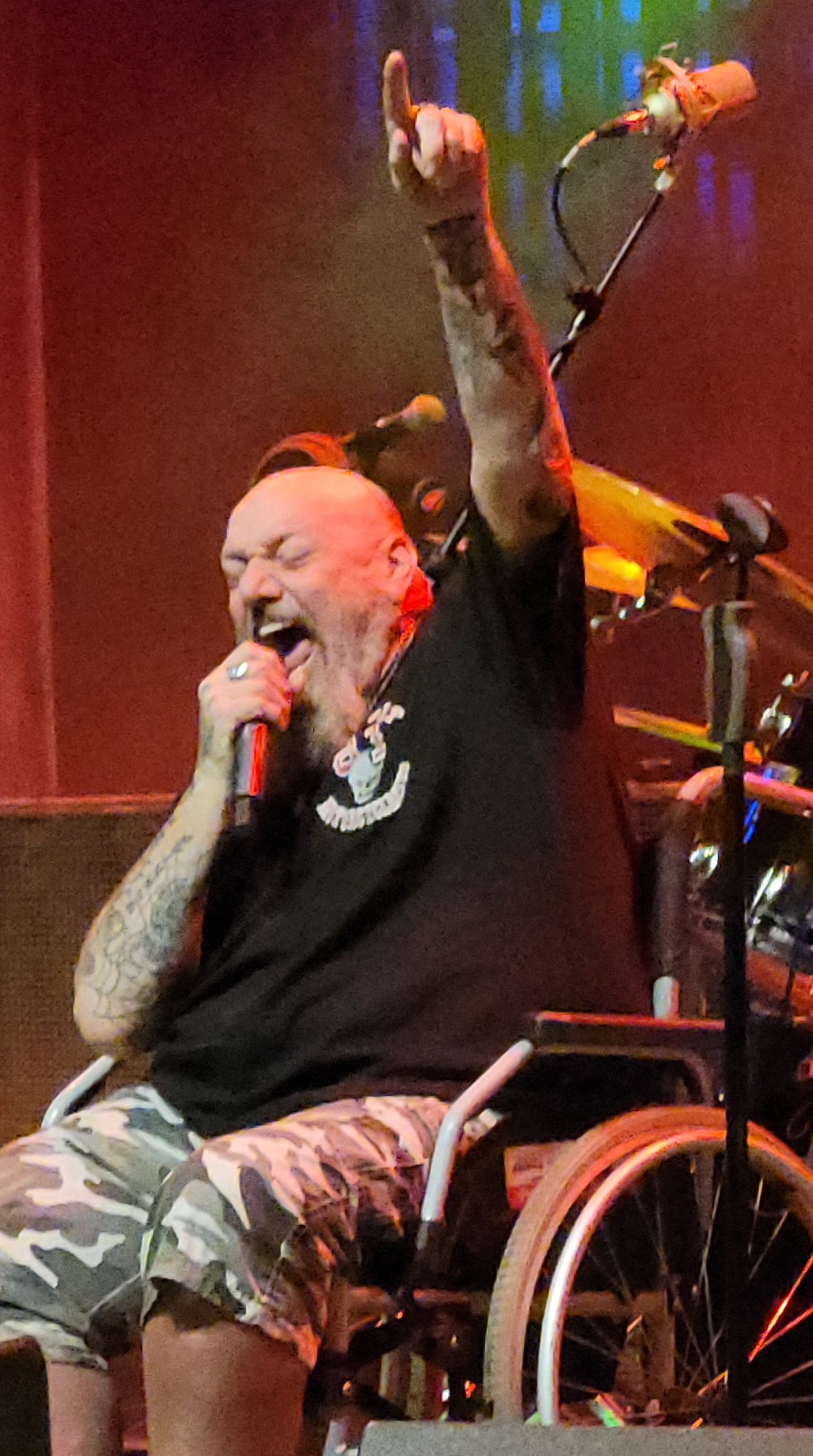
Di'Anno en 2023, en silla de ruedas, cantando en su primera presentación en el Reino Unido después de 10 años, en el KK's Steelmill en Wolverhampton, Inglaterra.

Falleció en su casa de Salisbury, Wiltshire el 19 de octubre de 2024, según informó su familia. Sus hermanas Cheryl y Michelle confirmaron lo siguiente: «Básicamente, tenía un desgarro en el saco alrededor del corazón y la sangre se ha llenado dentro de él desde la arteria aorta principal y eso ha provocado que el corazón se detenga».

## Discografía

### Álbumes con Iron Maiden
- The Soundhouse Tapes, 1979
- Iron Maiden, 1980
- Killers, 1981

### Álbumes como Di'Anno
- Di'Anno, 1984
- The World's First Iron Man, 1997
- As Hard As Iron, 1997
- Beyond The Maiden (The Best of), 1999
- The Masters, 1999
- Nomad, 2000
- The Beast - Live, 2000

1. Wrathchild - (Steve Harris/Iron Maiden)
2. Killers - (Paul Di'Anno - Steve Harris/Iron Maiden)
3. Prowler - (Steve Harris/Iron Maiden)
4. Murders In The Rue Morgue - (Steve Harris/Iron Maiden)
5. Women In Uniform - (Greg Macainsh/Skyhooks)
6. Remember Tomorrow - (Paul Di'Anno - Steve Harris/Iron Maiden)
7. Sanctuary - (Dave Murray - Paul Di'Anno - Steve Harris/Iron Maiden)
8. Running Free - (Paul Di'Anno - Steve Harris/Iron Maiden)
9. Phantom Of The Opera - (Steve Harris/Iron Maiden)
10. Iron Maiden - (Steve Harris/Iron Maiden)

- The Living Dead (reedición de Nomad con cambios en el orden de las canciones y extras), 2006

### Álbumes con Battlezone
- Fighting Back, 1986
- Children of Madness, 1987
- Warchild (recopilación), 1988
- Feel My Pain, 1998

1. "Feel My Pain" (Di'Anno / Wiggins)
2. "C.O.M.'98" (Di'Anno / Wiggins)
3. "Victim" (Di'Anno / Wiggins)
4. "The Forgotten Ones" (Di'Anno / Wiggins)
5. "Push" (Di'Anno / Wiggins)
6. "Snake Eyes" (Di'Anno / Wiggins)
7. "Smack" (Di'Anno / Wiggins)
8. "The Black" (Di'Anno / Wiggins)
9. "Fear Part 1" (Angel / Di'Anno / Riggs / Wiggins)

Créditos
- Paul Di'Anno - Voz
- Johnny "Bravo" Wiggins (Guitarra)
- Paulo Turin (Guitarra/coros)
- Colin Riggs (Bajo/coros)
- Mark Angel (Batería)

- Cessation of Hostilities (recopilación), 2001

### Álbumes con Killers
- Murder One, 1992

1. "Impaler" - 4:02
2. "The Beast Arises" - 4:45
3. "Children Of The Revolution (Cover T. Rex) - 3:38
4. "S&M" - 7:31
5. "Takin' No Prisoners" - 5:47
6. "Marshall Lockjaw" - 4:34
7. "Protector" - 4:53
8. "Dream Keeper" - 5:31
9. "Awakening" - 5:23
10. "Remember Tomorrow" (Cover Iron Maiden) - 5:36

Créditos
- Paul Di'Anno - Voz
- Cliff Evans - Guitarra
- Nick Burr - Guitarra
- Gavin Cooper - Bajo
- Steve Hopgood - Batería
- Joy Catapano - Coro "Children Of The Revolution"

- Murder One, 1992 (Reedición 2013)

1. "Impaler" - 4:02
2. "The Beast Arises" - 4:45
3. "Children Of The Revolution (Cover T. Rex) - 3:38
4. "S&M" - 7:31
5. "Takin' No Prisoners" - 5:47
6. "Marshall Lockjaw" - 4:34
7. "Protector" - 4:53
8. "Dream Keeper" - 5:31
9. "Awakening" - 5:23
10. "Remember Tomorrow" (Cover Iron Maiden) - 5:36
11. "Impaler" (vivo Rehearsal) - 4:22
12. "The Beast Arises" (vivo Rehearsal) - 4:45
13. "Marshall Lockjaw" (vivo Rehearsal) - 4:13
14. "Children Of The Revolution" (vivo Rehearsal) - 4:47
15. "Dream Keeper" (Versión Acústica - European Radio Session) - 5:03

Créditos track 1 - 10
- Paul Di'Anno - Voz
- Cliff Evans - Guitarra
- Nick Burr - Guitarra
- Gavin Cooper - Bajo
- Steve Hopgood - Batería
- Joy Catapano - Coro "Children Of The Revolution"

Créditos Track 11 - 14
- Paul Di'Anno - Voz
- Cliff Evans - Guitarra
- Graham Bath - Guitarra
- Brad Weisman - Bajo
- Steve Hopgood - Batería

Créditos Track 15
- Paul Di'Anno - Voz
- Cliff Evans - Guitarra
- Pete Newdeck - Coros

- Menace to Society, 1994

1. "Advance And Be Recognised"
2. "Die By The Gun"
3. "Menace To Society"
4. "Think Brutal"
5. "Past Due"
6. "Faith Healer"
7. "Chemical Imbalance"
8. "A Song For You"
9. "Three Words"
10. "Conscience"
11. "City Of Fools"
12. "Wrathchild" (Steve Harris)

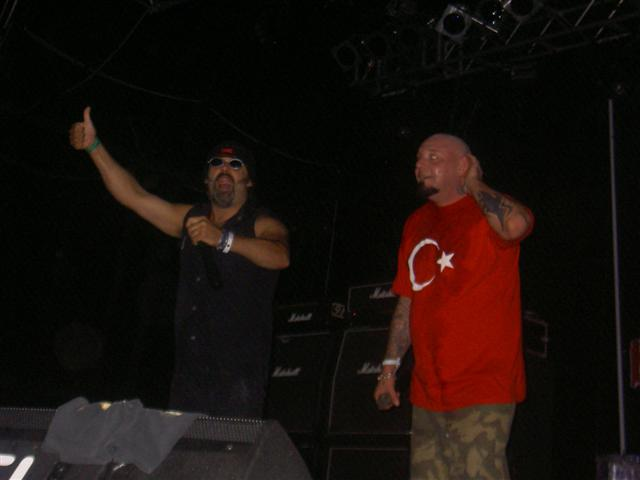
Blaze Bayley (izquierda) y Paul Di'Anno (derecha), los dos exvocalistas de Iron Maiden.

13. "Sanctuary" (Dave Muray/Paul Di'Anno/Steve Harris)

Créditos
- Paul Di'Anno - Voz
- Cliff Evans - Guitarra
- Gavin Cooper - Bajo/Coros
- Steve Hopgood

- Live, 1997
- New Live & Rare, 1998
- Killers Live at the Whiskey, 2001
- Screaming Blue Murder - The Very Best of Paul Di'Anno's Killers, 2002

### Álbumes con Gogmagog
- I Will Be There, 1985 (EP)

1. "I Will Be There"
2. "Living In A Fucking Timewarp"
3. "It's Illegal, It's Immoral, It's Unhealthy, But It's Fun"

Créditos
- Paul Di'Anno - Voz
- Pete Willis - Guitarra
- Janick Gers - Guitarra
- Neil Murray - Bajo
- Clive Burr - Batería

### Álbumes con Dennis Stratton
- The Original Iron Men, 1995

- The Original Iron Men 2, 1996

- Hard as Iron, (recopilación) 1997

1. "She Won't Rock" * - 3:40
2. "Bad Girl" ** - 4:46
3. "I'll Be Miles Away" ** - 4:15
4. "Death Of Me" * - 4:33
5. "Two Hearts In Love" ** - 4:06
6. "I've Had Enough" - 3:51
7. "Lucky To Lose" - 3:49
8. "No Repair" - 3:46
9. "Dead Or Alive" - 3:53
10. "Body Rock" - 3:57

- Canta Paul Di'Anno
  -     - Canta Dennis Stratton

Créditos
- Paul Di'Anno - Voz
- Dennis Stratton - Guitarra/Voz
- Eddie Clarke - Guitarra
- Lea Hart - Guitarra
- Ray Callcut - Guitarra
- Tim Carter - Bajo
- Neil Murray - Bajo
- Don Airey - Teclados
- Jem Davis - Teclados
- Nigel Glockler - Batería
- Gary Ferguson - Batería

### Álbumes con The Almighty Inbredz
- The Almighty Inbredz (1999)

### Álbumes con Architects of Chaoz
- League of Shadows (2015)

### Apariciones de Invitados
- True Brits - Ready to Rumble (1992)
- Re-Vision - Longevity (2001)
- Destruction - Inventor of Evil (2005)
- Ira - Gloria Eterna (2008)
- Mantra - Buliding: Hell (2008)
- Michael Schenker - Doctor Doctor: The Kulick Sessions (2008)
- Jeriko - Covers (2009)
- Legions of Crows - Cacophonous Aural Wickedness (Demo) (2009)
- Sotajumala / Deathchain - Deathchain - Sotajumala (2010)
- The Michael Schenker Group - By Invitation Only (2011)
- Legions of Crows - Stab Me (2011)
- Attick Demons - Atlantis (2011)
- Wolfpakk - Wolfpakk (2011)
- Prassein Aloga - Midas Touch (2011)
- Scelerata - The Sniper (2012)
- Rushmore - Kingdom of Demons (sencillo) (2013)
- Red Dragon Cartel - Red Dragon Cartel (2014)
- Hollywood Monsters - Big Trouble (2014)
- Odium - The Science of Dying (2014)
- Turbo - In the Court of the Lizard (2014)
- Coffee Overdrive - Rocket Launch (2015)
- Maiden United - Remembrance (2015)
- Rushmore - Kingdom of Demons (2015)
- Ibridoma - December (2016)
- Zix - Tides of the Final War (2016)
- Airforce - The Black Box Recordings: Volume 2 (EP) (2018)
- Airforce - Band of Brothers / Sniper (sencillo) (2019)
- Airforce - Strike Hard (2020)
- Various Artists - The Many Faces of Iron Maiden (2020)